# Dlijeto (zviježđe)
Dlijeto (lat. Caelum) jedno je od 88 modernih zviježđa. Manja konstelacija južne polutke koju je prvi uveo francuski astronom Nicolas Louis de Lacaille.

## Vanjske poveznice
-->